# Hoshizora e Kakaru Hashi
Hoshizora e Kakaru Hashi (яп. 星空へ架かる橋 Хо:сикака, Мост в звёздное небо) — японский «визуальный роман» производства Feng. На основе игры студией Dogakobo было создано аниме, показ которого прошёл с апреля по июнь.

## Сюжет
Кадзума Хосино вместе со своим маленьким братом Аюму приезжает в городок Ямабико. Пытаясь догнать обезьяну, похитившую шляпу Аюму, Кадзума встречается с Юй Накацугавой, которая помогает ему найти дорогу. Однако по дороге Кадзума теряет равновесие, падает прямо на Юй и случайно целует её. Это замечает близкая подруга Юй, Ибуки Хината, неожиданно появившаяся здесь. Позже Кадзума узнает, что ему предстоит учиться с ними в одном классе.

## Персонажи

### Главные герои
Кадзума Хосино (яп. 星野 一馬 Хосино Кадзума) — главный герой аниме, который приехал в Ямабико вместе со своим младшим братом. Заблудившись в лесу, знакомится с Юй, которая собирала грибы. Кадзума просит её помочь ему найти дорогу. Когда они пытаются пересечь реку, Кадзума спотыкается о камень и случайно целует Юй.
Сэйю: Синтаро Асанума
Юй Накацугава (яп. 中津川 初 Накацугава Юй) — девушка, с которой Кадзума познакомился, когда искал шляпу своего брата и заблудился в лесу. Юй помогает ему найти дорогу к автобусной остановке. По дороге Кадзума спотыкается и случайно целует её. Добрая и весёлая девушка, любит поесть, предпочитает лапшу и сырки. У неё есть старший брат.
Сэйю: Эрико Накамура
Ибуки Хината (яп. 日向 伊吹 Хината Ибуки) — ученица второго класса, одноклассница Кадзумы и Юй, староста класса. Отличница, успевающая по всем предметам, также занимается в клубе лучников. Поначалу довольно прохладно относится к Кадзуме, не любит, когда он общается с Юй, старается не допустить, чтобы Кадзума остался наедине с Юй. Это связано с тем, что она видела, как Кадзума поцеловал Юй. Однако позднее она начала испытывать к Кадзуме определённые чувства. В последних сериях они случайно встречаются на улице, и Ибуки просит Кадзуму провести с ней день. После удачно проведённого дня в шутку говорит Кадзуме, что из них могла бы получиться неплохая пара, и тихо спрашивает его, хочет ли он встречаться с ней по-настоящему. Кадзума понимает её чувства, но всё-таки отказывает ей.
Сэйю: Ринго Аоба
Цумуги Тодо (яп. 藤堂 つむぎ То:до: Цумуги) — ученица третьего класса. Старшая сестра Коёри и Касанэ. Кадзума впервые встречает её в гостинице Ёродзуё, где она работает официанткой.
Сэйю: Тияки Такахаси
Коёри Тодо (яп. 藤堂 こより То:до: Коёри) — сестра Цумуги и Касанэ. Кадзума впервые встречает её, когда посещает храм. Так же, как и Ибуки, поначалу относится к Кадзуме с недоверием из-за распространившихся о нём слухов. Однако вскоре её отношение к нему улучшается.
Сэйю: Аико Окубо
Хина Сакай (яп. 酒井 陽菜 Сакаи Хина) — ученица третьего класса. Кадзума впервые встречает её, когда пытается поймать сэндвич, который ему бросает Дайго.
Сэйю: Маюми Ёсида
Мадока Комото (яп. 神本 円佳 Ко:мото Мадока) — мико в храме, учится в первом классе. Страдает андрофобией. Когда она была маленькой, она подружилась с Кадзумой, однако он её не помнит, и из-за этого Мадоке очень грустно. Она испытывает очень сильные чувства к Кадзуме. В последних сериях она отправляется с ним на свидание, и он всё-таки вспоминает её. Она признаётся ему в своих чувствах, но он ей отказывает.
Сэйю: Ай Симидзу

### Второстепенные персонажи
Аюму Хосино — младший брат Кадзумы. У него слабое здоровье, и поэтому он вынужден был переехать вместе с братом в деревню, потому что окружающая среда может быть для него полезной.
Сэйю: Охаси Аюру
Сэнка Ёродзу — хозяйка гостиницы Ёродзуё.
Сэйю: Кавараги Сихо
Касанэ Тодо — младшая сестра Цумуги, одноклассница Аюму. Получила прозвище «Быстрые ушки», потому что она знает обо всём, что происходит в городке.
Сэйю: Кадоваки Май
Дайго Минамикокубару — одноклассник Кадзумы.
Сэйю: Хатано Ватару

## Медия

### Игра
Игра была официально анонсирована 8 мая 2009 года. Позднее был создан официальный сайт проекта, и с мая по ноябрь на нём были опубликованы описания персонажей, шесть голосовых записей, и восемь образцов рисунков.
Компания Feng планировала выпустить игру 11 декабря 2009 года, однако в ноябре было объявлено, что дата релиза переносится на 26 февраля 2010. Даты релиза переносились несколько раз. Компания Feng выкладывала на сайте скриншоты из игры, а также стала доступной для скачивания вступительная заставка. 12 августа 2010 года компания Feng выложила для скачивания пробную версию игры.
Игра была выпущена 15 октября 2010. Также был выпущен официальный патч, устранявший проблемы с текстом и речью. 14 февраля 2011 года компания Feng выпустила бесплатное дополнение к игре под названием «День святого Валентина», в котором были дополнены сюжетные линии для Юй и Хины.

### Аниме
Адаптация в виде аниме-сериала, состоящего из 12 эпизодов, была создана на студии Doga Kobo под руководством режиссёра Михара Такэнори. Сериал был анонсирован 29 декабря 2010 года в блоге Doga Kobo и на новом веб-сайте шоу. Сериал транслировался по каналам Chiba TV, Tokyo MX, TV Aichi, Sun TV, TV Saitama и AT-X, а премьера состоялась в эфире AT-X 4 апреля. С 6 июля по 7 декабря 2011 года Hoshizora Kakaru Hashi был издан на шести DVD и Blu-Ray, содержащих по два эпизода в каждом. Аниме транслировалось в западных странах с английскими субтитрами на сервисе Crunchyroll, наряду с другими франшизами, такими как «Мир, который знает только Бог» и «Страна чудес мертвецов».

### Музыка
С 2010 по 2011 год было выпущено пять альбомов музыки Hoshikaka. Сингл «Hoshizora e Kakaru Hashi вводная тема», содержащий начальную тему игры с одноименным названием, закрывающую тему Hirogaru Yozora no Shita de (広 が る 夜空 の 下 で), исполненную Nomico и Ринго Аоба и их инструментальными инструментами.

#### Список серий
| 1 | Если это медведь, то всё кончено «Kuma Nara, Kokode Owatteta»            | 11.04.2011 |
| Кадзума Хосино вместе со своим младшим братом Аюму приезжает в городок Ямабико. Прибыв на станцию, они садятся в автобус, который должен отвезти их в гостиницу Ёродзуё. Однако по пути Аюму замечает, что автобус идет в другом направлении. Покинув автобус, братья вынуждены ждать следующего на автобусной остановке. Неожиданно появляется обезьяна, похищает шляпу Аюму и убегает в лес. Кадзума, пытаясь догнать её, забегает вглубь леса и теряется. В лесу он встречается с Юй Накацугавой и просит её помочь найти дорогу к автобусной остановке. Когда они пересекают реку, Кадзума спотыкается и случайно целует Юй. Их застаёт подруга Юй, Ибуки Хината. Сначала она набрасывается на Кадзуму, но Юй всё ей объясняет, и она успокаивается. Кадзума возвращается к остановке, вместе с братом садится в автобус и прибывает в гостиницу Ёродзуё. Их встречает хозяйка гостиницы, Сэнка Ёродзу, и показывает им их комнаты. На следующий день Кадзума отправляется в новую школу. Его определяют в тот же класс, в котором учатся Юй и Хината. |                                                                          |            |
| 2 | Не знаю почему, но они со вкусом сыра «Chīzu no Aji wa Shinai Hazu»      | 18.04.2011 |
| Кадзума приходит в новый класс и знакомится с одноклассниками. После школы Юй предлагает Кадзуме провести экскурсию по городу. Вместе с ними идут Хината, Дайго и Цумуги. По дороге к ним присоединяются Касанэ, младшая сестра Цумуги, и Аюму. По пути Касанэ и Цумуги рассказывают Кадзуме о городке. Также Цумуги рассказывает легенду о сдвоенной горе (именно там Кадзума заблудился). После прогулки по городу компания отправляется в храм. Служительница храма, Мадока Комото, увидев Кадзуму, сразу узнаёт в нём друга детства, но убегает. Далее компания отправляется в ресторан. Во время еды Юй вспоминает о своём старшем брате и случайно называет Кадзуму братом. |                                                                          |            |
| 3 | Жёлудь – это больно «Donguri wa Igai to Itai»                            | 25.04.2011 |
| В школе Кадзума замечает, что неизвестная девушка следит за ним. В очередной раз заметив её за углом на школьной лестнице, Кадзума бросается за ней в погоню, но сталкивается с Мадокой. Однако Мадока вдруг начинает сильно нервничать и проводит приём восточных единоборств, немного повредив Кадзуме спину. Цумуги отводит Кадзуму в медпункт и рассказывает о причинах поведения Мадоки. На следующий день Кадзума решает отправиться в храм и поговорить с Мадокой. Во время их разговора появляется Коёри Тодо — та самая девушка, которая следила за Кадзумой. Она настроена враждебно по отношению к Кадзуме и забрасывает его желудями, но Мадока останавливает её. После школы Кадзума, возвращаясь в гостиницу вместе с Юй, встречает Аюму и обнаруживает, что у того повышенная температура. Он решает на спине донести Аюму до гостиницы. Юй видит это и вспоминает похожую ситуацию, когда брат носил её на спине. |                                                                          |            |
| 4 | Она встретила медведя и пообщалась с ним «Kuma to Deatte, Hanashi Teta»  | 02.05.2011 |
| Кадзума пытается поймать свёрток с едой, который ему бросает Дайго, и случайно падает на Хину Сакай. Поднявшись и отдав ей мобильный телефон, Кадзума обращает внимание на её аксессуар в виде плюшевого мишки. Хина решает, что он над ней издевается, резко отвечает ему и уходит. Впоследствии она сожалеет об этом и решает извиниться перед Кадзумой. Во время обеда Кадзума узнаёт о предстоящих школьных соревнованиях. Сэнка говорит Кадзуме, что он тоже будет в них участвовать. Он отправляется на пробежку, забегает в парк и снова встречается с Коёри, которая пытается снять с дерева котёнка и падает вниз. Кадзуме удаётся поймать её. Они вместе идут домой к дяде Коёри, по пути Кадзума помогает ей донести мешок с продуктами. На следующий день Кадзума снова отправляется на пробежку. По пути он встречается с Ибуки, а позднее с Хиной, которая тоже готовится к соревнованиям. Коёри навещает в больнице внука своего дяди и обещает ему, что примет участие в соревнованиях. |                                                                          |            |
| 5 | Бобовый суп, угри и свадебное платье «Shiruko to Unagi to Uedingudoresu» | 09.05.2011 |
| В школе проходит спортивный фестиваль, в котором принимают участие все ученики. Во время перерыва Юй знакомит Кадзуму и Аюму со своими родителями, они вместе обедают. После перерыва начинается забег, в котором принимают участие Юй, Хина, Коёри и Кадзума. Во время забега каждому из участников предстоит съесть тридцать тарелок бобового супа, поймать десять угрей, переодеться в неизвестный заранее костюм и продолжить забег. Коёри достаётся свадебное платье, Юй — костюм пингвина, Кадзуме — смокинг. Коёри лидирует в забеге, но неожиданно спотыкается и повреждает ногу. Догнавший её Кадзума, узнав об обещании, которое она дала внуку своего дяди, берёт её на руки и бежит к финишу. Они вместе пересекают финишную прямую. Решением судей Коёри признана победителем. |                                                                          |            |
| 6 | При падении корзины «Oke ga Ochiru Toki»                                 | 16.05.2011 |
| Приближаются выпускные экзамены. Юй просит Ибуки помочь ей с учёбой, они рассказывают Кадзуме об экзаменах. Кадзума решает присоединиться и просит Сэнку позволить им учиться в гостинице. К ним также присоединяются Мадока, Цумуги, Коёри и Касанэ. Позже приходит Хина, по пути репетируя извинения перед Кадзумой. Компания проводит за учёбой несколько часов, после этого Цумуги предлагает искупаться. Юй вспоминает о свадьбе своего старшего брата. Она была сильно расстроена, из-за чего не поздравила своего брата, и сейчас жалеет об этом. После ужина компания снова садится за учёбу, к полуночи все ложатся спать. Ночью Кадзума встречается с Юй, они вместе выходят во двор и смотрят на луну. Их замечает Мадока. |                                                                          |            |
| 7 | Розовый Мяубобо «Pinku no Nyanbobo»                                      | 23.05.2011 |
| Выпускные экзамены заканчиваются. Дайго предлагает съездить за город и отметить это. Ибуки отказывается, сославшись на занятость, Аюму не идёт по той же причине. Все остальные отправляются к железнодорожной станции. Прибыв на место, они отправляются в зал игровых автоматов. Кадзуме удаётся выиграть розовую игрушку, которую он дарит Хине. Далее герои отправляются в караоке и весело проводят там время. А тем временем Ибуки готовится к соревнованиям по стрельбе из лука. После оглашения результатов экзаменов Кадзума предлагает поддержать Ибуки на соревнованиях. Однако Ибуки не удаётся занять первое место, после соревнований она убегает в неизвестном направлении. Кадзума решает отправиться на поиски и находит её на смотровой площадке. Ибуки сильно расстроена, но Кадзуме удаётся её успокоить. |                                                                          |            |
| 8 | Сильный человек – это … «Tsukkomi wa Maru Maru de!»                      | 30.05.2011 |
| Кадзума и Ибуки возвращаются со смотровой площадки. Неожиданно Ибуки просит Кадзуму называть её по имени с этого момента. Кадзума звонит Юй и предлагает пойти на пляж, она обещает позвать подруг. Компания отправляется на пляж. Кадзума учит Ибуки плавать. Юй вспоминает, как брат учил её плавать. Мадока, вспомнив о том случае, когда она видела Кадзуму и Юй вместе, спрашивает Юй о её отношении к Кадзуме. Юй отвечает, что относится к Кадзуме, как к брату. Кадзума находит Хину и говорит, что все уходят с пляжа и им тоже пора уходить. Хина извиняется перед ним за тот случай в школе, однако Кадзума решает, что она извиняется за своё опоздание. |                                                                          |            |
| 9 | Осиная активность «Suzumebachi wa Chiyūkousei»                           | 06.06.2011 |
| Кадзума идёт по улице и встречает Хину, сидящую на скамейке. Она падает в обморок, как выясняется, от голода. Кадзума покупает ей еды, она рассказывает, что сбежала из дому, потому что поссорилась с отцом. Кадзума предлагает Хине пожить в Гостинице Ёродзуё, она соглашается. Кадзума тайком приводит её в гостиницу. Хина рассказывает, что хочет поступить в Токийский Университет, чтобы помочь своей семье продавать алкогольную продукцию, но её отец против. На следующее утро Сэнка застаёт Хину в гостинице. Выслушав её, Сэнка разрешает Хине пожить в гостинице, но взамен просит её поработать официанткой вместо Цумуги. В гостиницу приходит отец Хины и силой пытается увести дочь домой. В дело вмешивается Кадзума и вступается за Хину. Разъярённый отец вызывает его на поединок по перетягиванию канатов. Кадзума побеждает в поединке, Хина мирится с родителями и возвращается домой. |                                                                          |            |
| 10 | Уплывшее кольцо и … «Yubiwa, Nagarete…»                                  | 13.06.2011 |
| После окончания поединка Кадзумы и отца Хины к храму приходит Мадока. От очевидцев она слышит, что Кадзума якобы собирается жениться на Хине. Из поездки возвращается Коёри и узнаёт о слухах о Кадзуме и Хине и о том, что Мадоке из-за этого стало плохо. От Коёри Кадзума узнаёт о состоянии Мадоки. Дайго предполагает, что Мадока влюблена в Кадзуму, и решает устроить им свидание. Кадзума вместе с Мадокой отправляется за город, они идут в парк развлечений и проводят там весь день. На следующий день они снова встречаются и отправляются к той самой реке, около которой они когда-то вместе играли. Мадока старается заставить Кадзуму вспомнить её, и ей это всё-таки удаётся. Мадока рассказывает ему о своих чувствах, Кадзума предлагает ей остаться друзьями. Мадока достаёт самодельное кольцо, которое напоминало ей о Кадзуме, и кладёт его в реку, оно уплывает. |                                                                          |            |
| 11 | Отвергнутая под дождём «Ame ni Furarete»                                 | 20.06.2011 |
| В Ямабико намечается фестиваль. Ибуки говорит, что Юй могла бы сыграть роль богини, чтобы признаться Кадзуме в своих чувствах. Юй в растерянности отвечает, что относится к Кадзуме всего лишь как к брату, Ибуки в шутку говорит, что может увести у неё Кадзуму, если та продолжить мешкать. На следующий день Кадзума, прогуливаясь по городу, встречается с Ибуки. Помня о дне, когда вся компания ездила за город без неё, Ибуки предлагает Кадзуме вдвоём отправиться в то же место. Они весело проводят день вместе. Ибуки в шутку предлагает Кадзуме встречаться, дав понять, что неравнодушна к нему. Однако Кадзума отвечает, что не может принять её чувства. Ибуки по-прежнему убеждает Кадзуму в несерьёзности своих слов, но неожиданно начинает плакать. Юй сожалеет о своём поведении на свадьбе брата и, решив исправить ситуацию, намеревается поздравить его со свадьбой. Она звонит брату по телефону и произносит: «Поздравляю!». Тут выясняется, что у его жены скоро будет ребенок. Юй приходит в восторг от этой новости и позднее рассказывает об этом Ибуки. Ибуки отправляется на смотровую площадку, выкрикивает обвинения в адрес Кадзумы и как ни в чём не бывало идёт в школу. |                                                                          |            |
| 12 | Мост в звёздное небо «Yozora ni Kakaru Hoshi no Hashi»                   | 27.06.2011 |
| За завтраком Сэнка говорит Кадзуме, что ему предстоит сыграть роль бога на фестивале, роль богини же будет исполнять Цумуги. Кадзума чувствует себя неловко, ведь ему предстоит признаться в любви богине (т.е. Цумуги). По дороге в школу он встречает Ибуки и Юй, которая кажется расстроенной. После школы Кадзума и Юй отправляются к храму для репетиции. Юй рассказывает Цумуги о своих переживаниях относительно Кадзумы, Цумуги делает вывод, что Юй влюбилась в Кадзуму. Хина предлагает Кадзуме не скрывать своих чувств к Юй. В городе начинается подготовка к фестивалю. Цумуги неожиданно жалуется на боль в животе и предлагает Юй заменить её в роли богини. Юй вынуждена согласиться. Во время исполнения Кадзума признаётся Юй в любви, она отвечает ему взаимностью. Фестиваль заканчивается, посетители ужинают в гостинице Ёродзуё. Кадзума и Юй идут к реке и смотрят на звёздное небо. Кадзума целует Юй. |                                                                          |            |

| Зрительский рейтинг     | Зрительский рейтинг     | Зрительский рейтинг     |
| (на 25 октября 2011 г.) | (на 25 октября 2011 г.) | (на 25 октября 2011 г.) |
| ----------------------- | ----------------------- | ----------------------- |
| Сайт                    | Оценка                  | Голосов                 |
| Anime News Network      | · ссылка                | 202                     |